# Халејва (Хаваји)
Халејва (енгл. Haleiwa) насељено је место за статистичке потребе у америчкој савезној држави Хаваји. По попису становништва из 2010. у њему је живело 3.970 становника.

## Демографија
Према попису становништва из 2010. у граду је живело 3.970 становника, што је 1.745 (78,4%) становника више него 2000. године.
| Група             | 2000.       | 2010.         |
| Белци             | 498 (22,4%) | 898 (22,6%)   |
| Афроамериканци    | 11 (0,5%)   | 16 (0,4%)     |
| Азијати           | 642 (28,9%) | 1.334 (33,6%) |
| Хиспаноамериканци | 229 (10,3%) | 443 (11,2%)   |
| Укупно            | 2.225       | 3.970         |